# Continua (videogiochi)

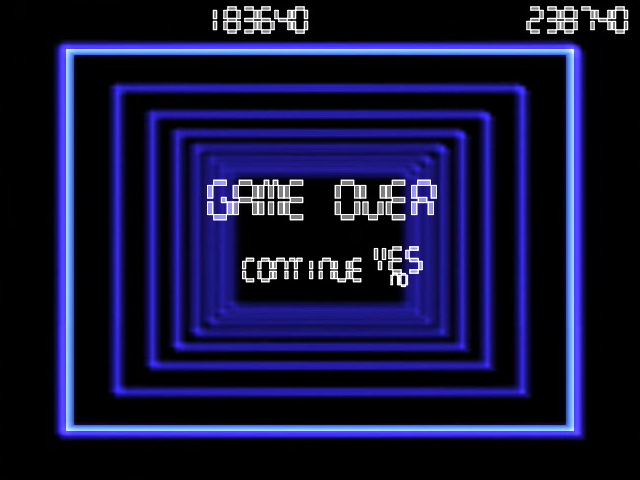
Schermata di game over con richiesta dell'eventuale continue nel videogioco A7Xpg

Continua, spesso visualizzato Continue in inglese, è l'opzione di continuare un videogioco dal punto in cui è finito dopo che il giocatore ha perso tutte le vite, piuttosto che terminare la partita (game over) ed eventualmente ricominciarne un'altra dall'inizio.
Nei giochi coin-op, per effettuare una continuazione è necessario l'inserimento di un altro gettone, ottenendo un "credito" che viene così consumato. Con altri requisiti, la possibilità è presente a volte anche nei sistemi domestici. Può esserci o non esserci una penalità per scegliere il continua, come l'azzeramento del punteggio o non potere accedere a dei livelli bonus.

## Giochi arcade
Nei videogiochi arcade, quando un giocatore raggiunge il game over, egli può inserire altre monete per continuare dal punto in cui il gioco è finito.
La caratteristica del continua è divenuta comune nei videogiochi arcade nella metà degli anni ottanta, dovuta al fatto che i proprietari o gestori dei videogiochi volevano guadagnare più soldi dai giocatori che giocavano per periodi più lunghi di tempo. Il primo gioco arcade ad avere il continua è stato Fantasy, del 1981.
Come risultato dell'aggiunta del continua, i giochi hanno cominciato ad avere storie e finali definiti; quei giochi erano progettati in modo tale da rendere quasi impossibile arrivare alla fine del gioco senza usare il continua.
Poiché alcune macchine non azzerano il punteggio dopo un continua, in questi casi il sistema può permettere di ottenere punteggi molto alti grazie al denaro speso più che all'abilità del giocatore, rendendo problematico il riconoscimento dei record.
Esiste anche una forma di continua ben più dispendiosa, che al costo di un credito consente l'aggiunta di una sola vita per continuare, invece dell'intero insieme di vite che si avrebbe cominciando una partita da capo.
Secondo Salen e Zimmerman, il continua in giochi come Gauntlet costituisce una nuova forma di sfida, in cui i giocatori competono a chi ha più coraggio di spendere sempre più denaro per riuscire a esplorare nuovi livelli.